# Waganesh Mekasha
Waganesh Mekasha (ur. 16 stycznia 1992) – etiopska lekkoatletka specjalizująca się w biegach długodystansowych.

## Osiągnięcia
| Rok  | Impreza                                   | Miejsce      | Konkurencja          | Pozycja     | Wynik   |
| ---- | ----------------------------------------- | ------------ | -------------------- | ----------- | ------- |
| 2010 | Mistrzostwa świata w biegach przełajowych | Bydgoszcz    | bieg juniorek (6 km) | 13. miejsce | 19:34   |
| 2011 | Mistrzostwa świata w biegach przełajowych | Punta Umbría | bieg juniorek (6 km) | 4. miejsce  | 18:59   |
| 2011 | Mistrzostwa świata w biegach przełajowych | Punta Umbría | drużyna juniorek     | 1. miejsce  |         |
| 2011 | Mistrzostwa Afryki juniorów               | Gaborone     | bieg na 3000 m       | 3. miejsce  | 9:16,82 |

## Rekordy życiowe
- Półmaraton – 1:08:48 (2013)